# Baitullah Mehsud
Baitullah Mehsud (ur. 1974, zm. 23 sierpnia 2009) – przywódca talibańskiego ugrupowania zbrojnego Tehrik-i-Taliban Pakistan w latach 2007–2009.
Był założycielem i przywódcą ugrupowania Ruch Talibanu w Pakistanie (Tehrik-i-Taliban Pakistan), działającemu głównie na terenach plemiennych, w pobliżu granicy z Afganistanem. Odpowiedzialny za zamachy bombowe na budynki rządowe, obarczany odpowiedzialnością za zamach na Benazir Bhutto.
W czerwcu 2009 armia pakistańska rozpoczęła ofensywę w górskim Waziristanie, gdzie miał ukrywać się Mehsud. Lotnictwo pakistańskie i amerykańskie przeprowadziło kilkadziesiąt nalotów na bazy talibów. 5 sierpnia w okolicach Peszawaru atak przeprowadził bezzałogowy amerykański samolot. W wyniku tego miało zginąć 2 bojowników i żona Mehsuda. Następnie pojawiły się spekulacje, iż w ataku zginął prawdopodobnie sam Baitullah Mehsud. Schwytany 17 sierpnia działacz pakistańskich talibów Mauvi Omar, dzień później potwierdził śmierć Baitullaha Mehuda w amerykańskim bombardowaniu. Kilka dni po nalocie do agencji Associated Press zadzwonili dwaj ludzie (Hakimullah Mehsud i Wali-ur-Rehman), podający się za zastępców Mehsuda. Poinformowali o śmierci swego dotychczasowego przywódcy, stwierdzając jednak, że zmarł kilka dni po ataku (25 sierpnia), na skutek odniesionych ran.
Następcą Baitullaha w Tehrik-i-Taliban został Hakimullah Mehsud (zabity 1 listopada 2013).